# IC 1559
IC 1559 — галактика типу S0-a (спіральна галактика) у сузір'ї Андромеда.
Цей об'єкт міститься в оригінальній редакції індексного каталогу.